# Governo Fortis II
Il Governo Fortis II è stato il quarantatreesimo esecutivo del Regno d'Italia, il secondo guidato da Alessandro Fortis.  
Esso, nato in seguito alle dimissioni del governo precedente, è stato in carica dal 24 dicembre 1905 all'8 febbraio 1906 (sebbene già dimissionario dal precedente 1º febbraio), per un totale di 46 giorni, ovvero 1 mese e 15 giorni. 
Dopo il Governo Tittoni, questo fu il secondo governo a non vedersi accordata la fiducia parlamentare alla Camera il 1º febbraio 1906.

## Compagine di governo

### Appartenenza politica
| Partito | Partito          | Presidente | Ministri | Sottosegretari | Totale |
| ------- | ---------------- | ---------- | -------- | -------------- | ------ |
|         | Sinistra storica | 1          | 7        | 7              | 15     |
|         | Destra storica   | -          | 4        | 4              | 8      |

### Situazione parlamentare
NOTA: Nonostante ormai le dinamiche parlamentari sulla fiducia (che venivano spesso attuate indirettamente e tramite vari ordini del giorno), avevano ormai portato ad una prassi di forte rilevanza stratificata e abbastanza consolidata dell’organo legislativo e della Monarchia parlamentare, con un’evidente evoluzione in senso democratico della responsabilità politica, essa fu ciononostante solo una convenzione costituzionale. Ufficialmente infatti, ai tempi del Regno d'Italia, poiché secondo lo Statuto Albertino il governo rispondeva concretamente al solo Re (il quale, dando egli stesso una prima fiducia al governo, aveva il potere di far resistere l’esecutivo ad un voto della Camera dei deputati, come alcune volte fece), il rapporto con il Parlamento in senso moderno non era pienamente obbligatorio (ed in tal senso vari sono stati i casi di formazione o sopravvivenza di un governo palesemente privo di tale supporto), pur diventato oramai fondamentale (e più affine alla forma moderna solo successivamente, specie con l’ascesa dei partiti di massa e con l’introduzione del sistema proporzionale). Per questo motivo, il grafico sottostante espone, secondo ricostruzioni e dichiarazioni, nonché secondo la composizione del governo ed anche secondo il voto effettivamente subìto, il supporto che questo ha ottenuto a fini puramente enciclopedici e storici, tenendo conto della facile mutevolezza delle forze politiche e del contesto storico-politico.
| Camera              | Collocazione        | Partiti                                             | Seggi     |
| ------------------- | ------------------- | --------------------------------------------------- | --------- |
| Camera dei deputati | Governo             | DEM (112), PLC (76)                                 | 188 / 508 |
| Camera dei deputati | Opposizione         | DEM-D. (128), PR (37), PSI (29), PRI (24), UECI (3) | 221 / 508 |
| Camera dei deputati | Non votanti/Assenti | DEM-D. (98)                                         | 98 / 508  |

## Composizione
| Carica                                | Titolare                                                                   | Titolare                                                                   | Titolare                                                                   | Sottosegretario                                        |
| Presidenza del Consiglio dei ministri | Presidenza del Consiglio dei ministri                                      | Presidenza del Consiglio dei ministri                                      | Presidenza del Consiglio dei ministri                                      | Sottosegretario di Stato alla Presidenza del Consiglio |
| ------------------------------------- | -------------------------------------------------------------------------- | -------------------------------------------------------------------------- | -------------------------------------------------------------------------- | ------------------------------------------------------ |
| Presidente del Consiglio dei ministri |                                                                            |                                                                            | Alessandro Fortis (Sinistra storica)                                       | Carica non assegnata                                   |
| Ministero                             | Ministri                                                                   | Ministri                                                                   | Ministri                                                                   | Sottosegretario                                        |
| Affari Esteri                         |                                                                            |                                                                            | Antonino Paternò Castello, marchese di San Giuliano (Destra storica)       | Alfredo Capece Minutolo di Bugnano                     |
| Agricoltura, Industria e Commercio    | Alessandro Fortis (Sinistra storica) Ad interim (fino al 26 dicembre 1905) | Alessandro Fortis (Sinistra storica) Ad interim (fino al 26 dicembre 1905) | Alessandro Fortis (Sinistra storica) Ad interim (fino al 26 dicembre 1905) | Carlo Rizzetti                                         |
| Agricoltura, Industria e Commercio    |                                                                            | Nerio Malvezzi de' Medici (Destra storica) (dal 26 dicembre 1905)          |                                                                            | Carlo Rizzetti                                         |
| Lavori Pubblici                       |                                                                            |                                                                            | Francesco Tedesco (Destra storica)                                         | Luigi Dari                                             |
| Interno                               |                                                                            |                                                                            | Alessandro Fortis (Sinistra storica)                                       | Luigi Facta                                            |
| Pubblica Istruzione                   |                                                                            |                                                                            | Errico De Marinis (Sinistra storica)                                       | Benedetto Cirmeni                                      |
| Guerra                                |                                                                            |                                                                            | Luigi Majnoni d'Intignano (Indipendente)                                   | Carlo Porro                                            |
| Marina                                |                                                                            |                                                                            | Carlo Mirabello (Indipendente)                                             | Augusto Bianco                                         |
| Finanze                               |                                                                            |                                                                            | Pietro Vacchelli (Sinistra storica)                                        | Girolamo Del Balzo                                     |
| Grazia e Giustizia e Culti            |                                                                            |                                                                            | Camillo Finocchiaro Aprile (Sinistra storica)                              | Luigi Rossi                                            |
| Poste e Telegrafi                     |                                                                            |                                                                            | Ignazio Marsengo-Bastia (Sinistra storica)                                 | Francesco Mira                                         |
| Tesoro                                |                                                                            |                                                                            | Paolo Carcano (Sinistra storica)                                           | Giuseppe Fasce                                         |

## Cronologia

### 1905
- 24 dicembre - Il governo giura dinnanzi al Re.

### 1906
- 1º febbraio - Il governo si reca alla Camera dei Deputati per esporre le proprie dichiarazioni di politica generale, le quali furono tuttavia respinte in un ordine del giorno con 221 contrari (188 favorevoli, un astenuto, 98 astenuti). Tenuto conto del voto, il governo rassegnò le proprie dimissioni dinnanzi al Re che, accettatele, conferì l’incarico a Sidney Sonnino.
- 6 febbraio - Con il giuramento del nuovo esecutivo, termina ufficialmente l’esperienza di governo.